# Gene Wiley
Eugene "Gene" Wiley (Wichita, Kansas, 12 de noviembre de 1937) es un exjugador de baloncesto estadounidense que jugó cuatro temporadas entre la NBA y 9 partidos más en la ABA. Con 2,08 metros de estatura, lo hacía en la posición de ala-pívot.

## Trayectoria deportiva

### Universidad
Jugó durante cuatro temporadas con los Shockers de la Universidad Estatal de Wichita, en las que promedió 10,3 puntos y 9,9 rebotes por partido. Es en la actualidad el quinto máximo reboteador de la historia de su universidad en una temporada, con 302 capturas, y el noveno en el total de su carrera, con 695. En 2009 fue incluido en el Salón de la Fama de Wichita State.

### Profesional
Fue elegido en la decimoséptima posición del Draft de la NBA de 1962 por Los Angeles Lakers, con la función principal de dar minutos de descanso al pívot titular, Rudy LaRusso. En su primera temporada disputó las finales de la NBA ante Boston Celtics, cayendo por 4-2. Wiley contribuyó con 3,2 puntos y 6,7 rebotes por partido a lo largo del año.
Jugó 3 años más con los Lakers, siendo su mejor temporada la 1964-65, e la que promedió 5,1 puntos y fue el tercer mejor reboteador de su equipo con 8,6 rechaces por encuentro. Al término de la temporada siguiente no fue renovado por los Lakers, y probó fortuna en la ABA. Pero solo llegó a disputar 8 partidos con los Oakland Oaks, que apenas contaron con él, y un partido más con los Dallas Chaparrals, antes de retirarse definitivamente.

## Estadísticas de su carrera en la NBA y la ABA
|  | Líder de la liga |

### Temporada regular
| Año         | Equipo        | PJ  | MPP  | %TC  | %3P | %TL  | RPP | APP | PPP |
| ----------- | ------------- | --- | ---- | ---- | --- | ---- | --- | --- | --- |
| 1962-63     | L.A. Lakers   | 75  | 19.8 | .462 |     | .338 | 6.7 | .5  | 3.2 |
| 1963-64     | L.A. Lakers   | 78  | 19.4 | .535 |     | .600 | 6.5 | .6  | 4.3 |
| 1964-65     | L.A. Lakers   | 80* | 25.0 | .465 |     | .505 | 8.6 | 1.3 | 5.1 |
| 1965-66     | L.A. Lakers   | 67  | 20.7 | .426 |     | .566 | 7.3 | .9  | 4.3 |
| 1967-68     | Oakland (ABA) | 8   | 8.0  | .368 | –   | .600 | 2.1 | .3  | 2.1 |
| 1968-69     | Dalals (ABA)  | 1   | 21.0 | .000 | –   | .333 | 3.0 | .0  | 1.0 |
| Total (NBA) | Total (NBA)   | 300 | 21.3 | .471 |     | .506 | 7.3 | .8  | 4.2 |
| Total (ABA) | Total (ABA)   | 9   | 9.4  | .350 | –   | .500 | 2.2 | .2  | 2.0 |
| Total       | Total         | 309 | 20.9 | .469 | –   | .506 | 7.2 | .8  | 4.2 |

### Playoffs
| Año    | Equipo      | PJ | MPP  | %TC  | %TL   | RPP  | APP | PPP |
| ------ | ----------- | -- | ---- | ---- | ----- | ---- | --- | --- |
| 1963   | L.A. Lakers | 9  | 30.9 | .400 | .133  | 10.8 | 1.2 | 3.3 |
| 1964   | L.A. Lakers | 5  | 9.6  | .625 | 1.000 | 3.2  | .0  | 2.6 |
| 1965   | L.A. Lakers | 11 | 34.5 | .559 | .579  | 14.4 | 2.1 | 7.0 |
| 1966   | L.A. Lakers | 2  | 2.5  | .000 | –     | .5   | .0  | .0  |
| Career | Career      | 27 | 26.3 | .505 | .432  | 10.1 | 1.3 | 4.4 |